# Panurgopsis setosus
Panurgopsis setosus är en tvåvingeart som beskrevs av Frederick Knab 1914. Panurgopsis setosus ingår i släktet Panurgopsis och familjen lövflugor.
Artens utbredningsområde är Guam. Inga underarter finns listade i Catalogue of Life.